# Římskokatolická farnost Kunvald
Římskokatolická farnost Kunvald v Čechách je územní společenství římských katolíků v žamberském vikariátu královéhradecké diecéze.

## O farnosti
Farnost původně byla součástí vikariátu Ústí nad Orlicí, v roce 2009 se stala součástí nově zřízeného žamberského vikariátu. Kunvaldský duchovní správce spravoval od roku 1999 zároveň excurrendo farnost Klášterec nad Orlicí a od roku 2020 i farnost Rokytnice v Orlických horách, od roku 2022 je farnost spravovaná excurrendo z farnosti Rokytnice v Orlických horách.
| Kostel                      | Místo    | Bohoslužba             | Bohoslužba             | Poznámka     |
| --------------------------- | -------- | ---------------------- | ---------------------- | ------------ |
| Kaple Narození Panny Marie  | Kunvald  | neslouží se pravidelně | neslouží se pravidelně | kaple        |
| Kostel svatého Jiří         | Kunvald  | neděle čtvrtek         | 09.30 18.00 letní čas  | farní kostel |
| Kaple na faře               | Kunvald  | čtvrtek                | 18.00 zimní čas        | kaple        |
| Kaple Panny Marie Růžencové | Zaječiny | neslouží se pravidelně | neslouží se pravidelně | kaple        |

### Seznam duchovních správců farnosti
- Václav ze Sudislavi (od 1368)[8]
- Jan Brusnice (od 1377)[8]